# Sea Cliff (DSV-4)
DSV-4 Sea Cliff byla výzkumná ponorka amerického námořnictva. Postavena byla jako vylepšená verze miniponorky Alvin. Provozována byla v letech 1969-1998.

## Stavba
Miniponorku postavila loděnice General Dynamics Electric Boat v Grotonu ve státě Connecticut. Na vodu byla spuštěna 11. prosince 1968. Dokončena byla roku 1969. Do služby vstoupila 1. června 1970.

## Konstrukce
Trup ponorky byl tvořen sklolaminátem, posádka byla ve sféře z titanu, umožňující hloubkový dostup až 6096 metrů (titan nahradil ocelovou slitinu, čímž se hloubkový dostup ponorky ztrojnásobil). Posádku tvoří dva námořníci a jeden vědec. K dispozici měly několik kamer a dvojici hydraulických manipulátorů.  K pozorování sloužila trojice průzorů. Pohonný systém tvořil elektromotor napájený baterií, pohánějící tři vrtule (jednu pro plavbu vpřed a dvě pro manévrování). Pod hladinou se ponorka pohybovala rychlostí až 2,5 uzlu.

## Operační služba

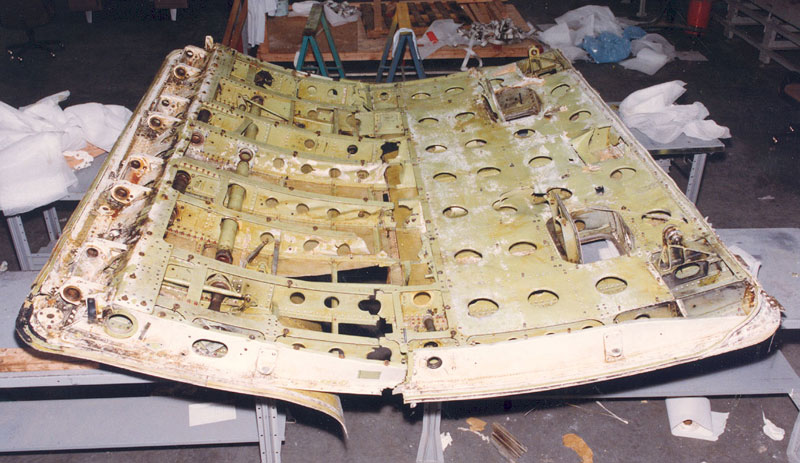
Dveře Boeingu 747 letu United Airlines 811 vyzvednuté z mořského dna

Sea Cliff v roce 1990 poblíž Havaje nalezl a vyzvedl explozí utržené dveře Boeingu 747 letu United Airlines 811. Ve stejném roce Sea Cliff u pobřeží Kalifornie poblíž Monterey nalezl trosky vzducholodě USS Macon (ZRS-5). Ze služby byla ponorka vyřazena 1. srpna 1998.